# المعسي (عمد)

تعديل مصدري - تعديل

المعسي هي إحدى قرى  بمديرية عمد التابعة لمحافظة حضرموت، بلغ تعداد سكانها 309 نسمة حسب تعداد اليمن لعام 2004.